# Целая вещь

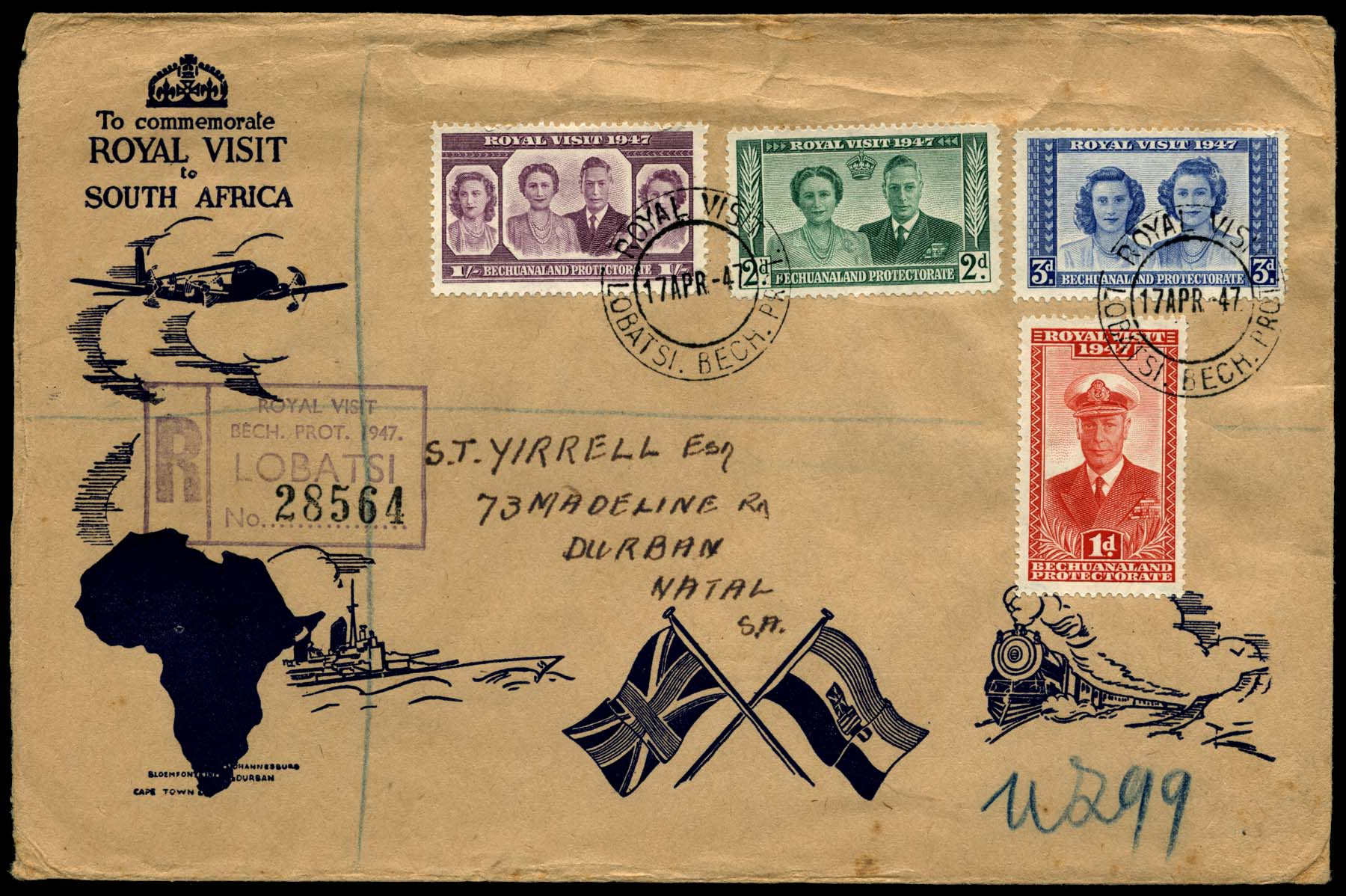
Художественный конверт с коммеморативными марками протектората Бечуаналенд, специальным гашением и специальным штампом заказного письма в честь королевского визита в Южную Африку (1947)

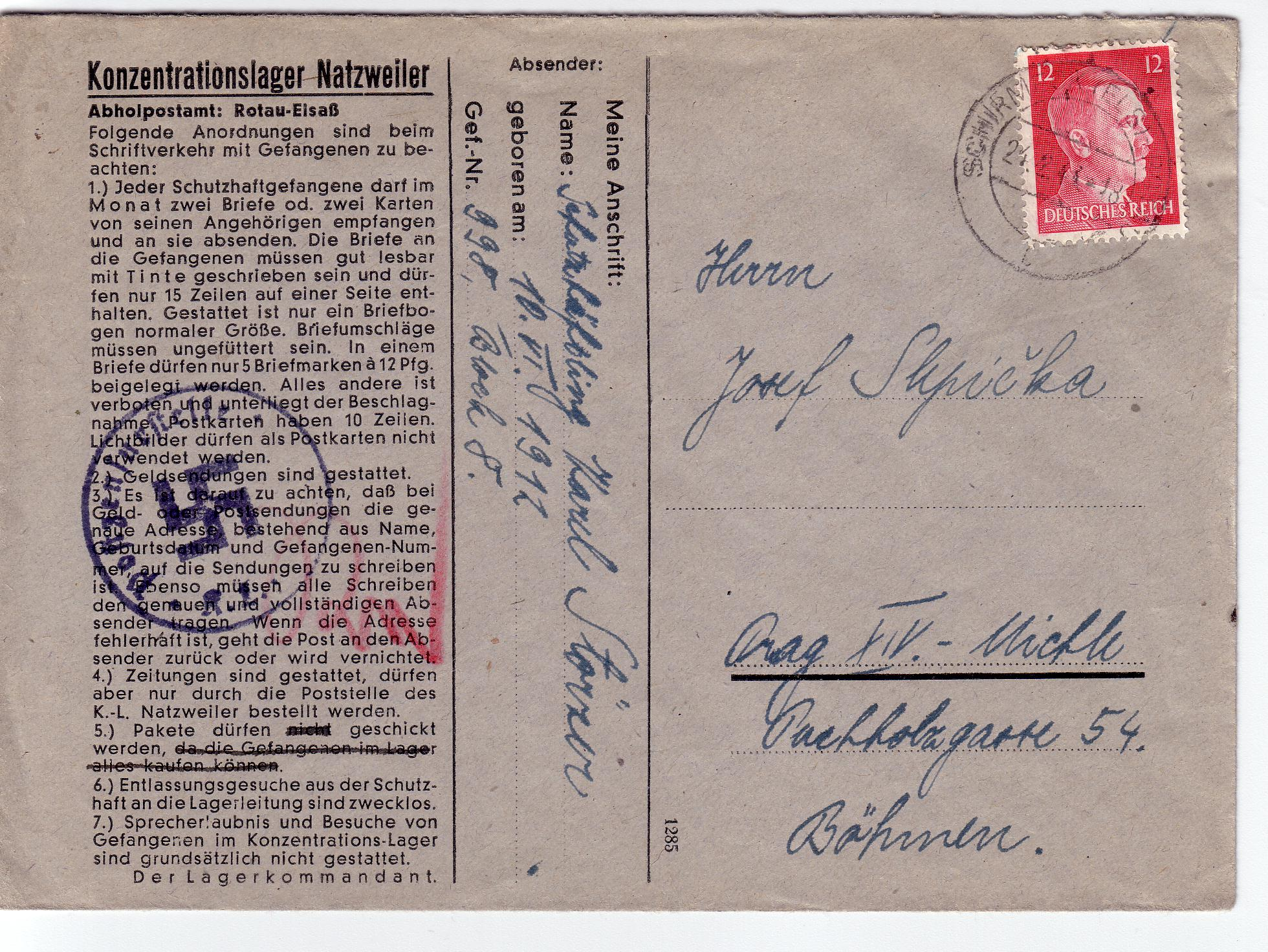
Письмо заключённого из концентрационного лагеря «Natzweiler-Struthof» со стандартной маркой, погашенной штемпелем «Schirmeck (Els) Rotau, 24.2.44», штампом прохождения цензуры «Postzensurstelle K.-L. Natzweiler» и правилами лагерной почтовой пересылки (Германия, 1944)

Целая вещь — обобщающее филателистическое наименование почтовых отправлений, прошедших почту, с наклеенными почтовыми марками и без.

## Описание
Целыми вещами являются такие виды почтовых отправлений или соответствующих им филателистических материалов, как:
- конверт (филателистический конверт),
- почтовая карточка,
- бандероль,
- сопроводительный адрес к посылке,
- почтовый перевод,
- почтовый формуляр.

На целых вещах наклеены знаки почтовой оплаты, погашенные почтовыми штемпелями, или проставлены штампы франкировальной машины, или вручную обозначено взыскание почтового сбора. Целые вещи (на которых марка наклеена) следует отличать от цельных вещей (на которых марка напечатана).

## Марки на целых вещах
На целые вещи наклеиваются как обычные марки стандартных выпусков, так и коммеморативные марки. В некоторых странах для отдельных видов целых вещей выпускались специальные марки. Примером могут служить марки Румынии, выпускавшиеся в 1932—1934 годах специально для видовых открыток (№ 1—3).

## Целые вещи без марок
Среди целых вещей выделяются некоторые виды писем без марок, прошедших почту:
- письма домарочного периода,
- письма полевой почты и письма военнослужащих срочной службы,
- служебные отправления почтовой администрации с оттиском штемпеля или пометкой «служебное»,
- конверты и почтовые карточки с оттисками штампов франкировальных машин (франкотипами).

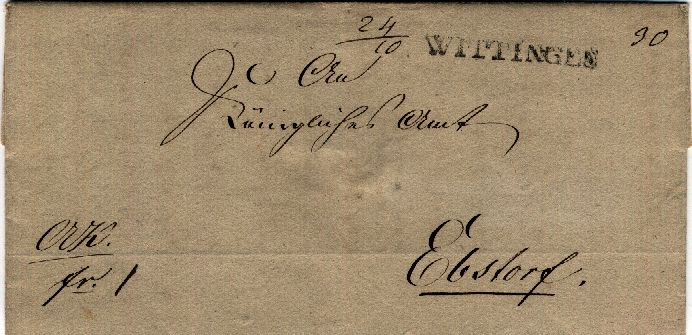
Письмо домарочного периода (Германия, 1834)
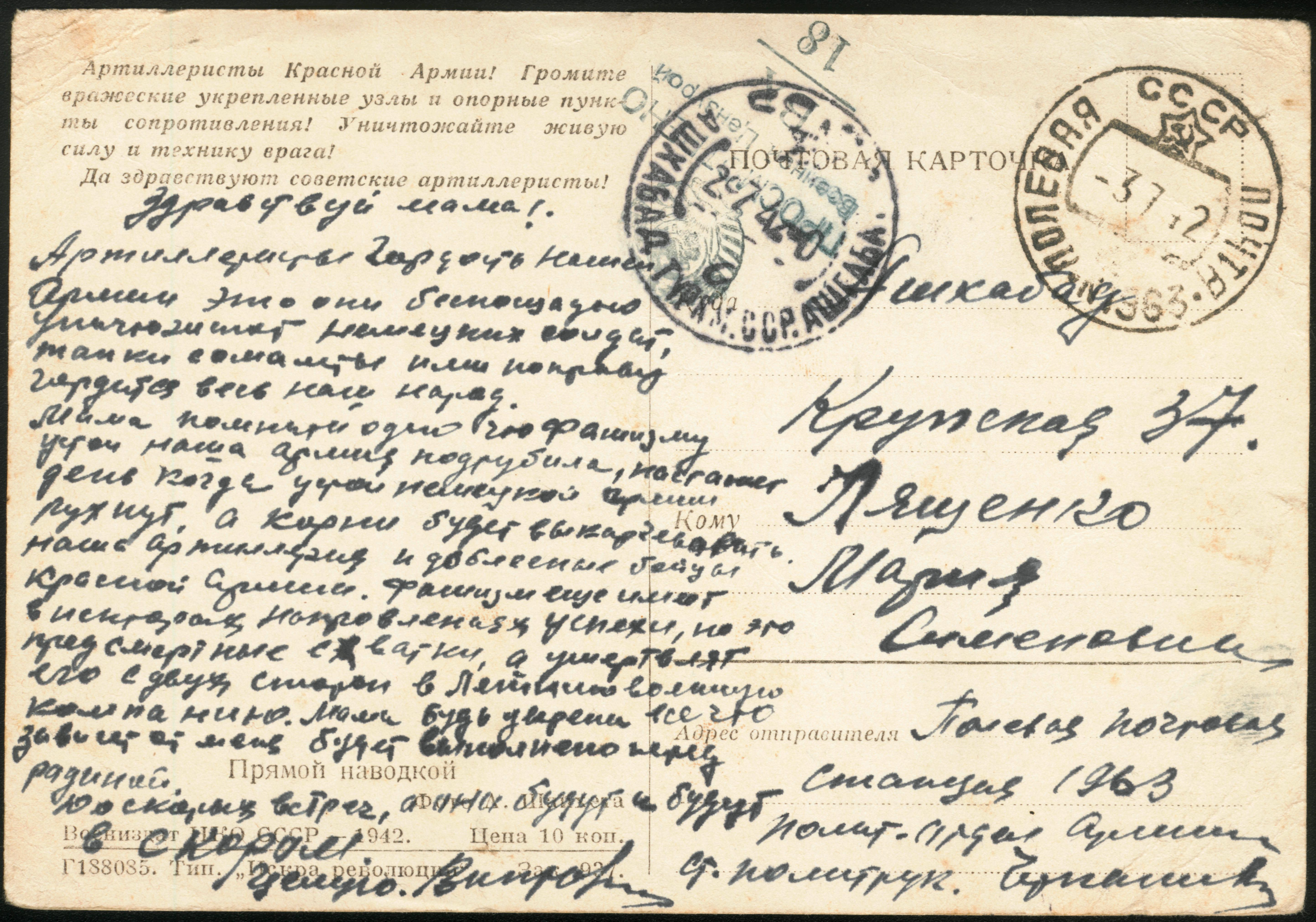
Прошедшая военную цензуру карточка НКО СССР «Прямой наводкой». Отправлена через полевую почту 1963 3 июля 1942 года с фронта матери в Ашхабад
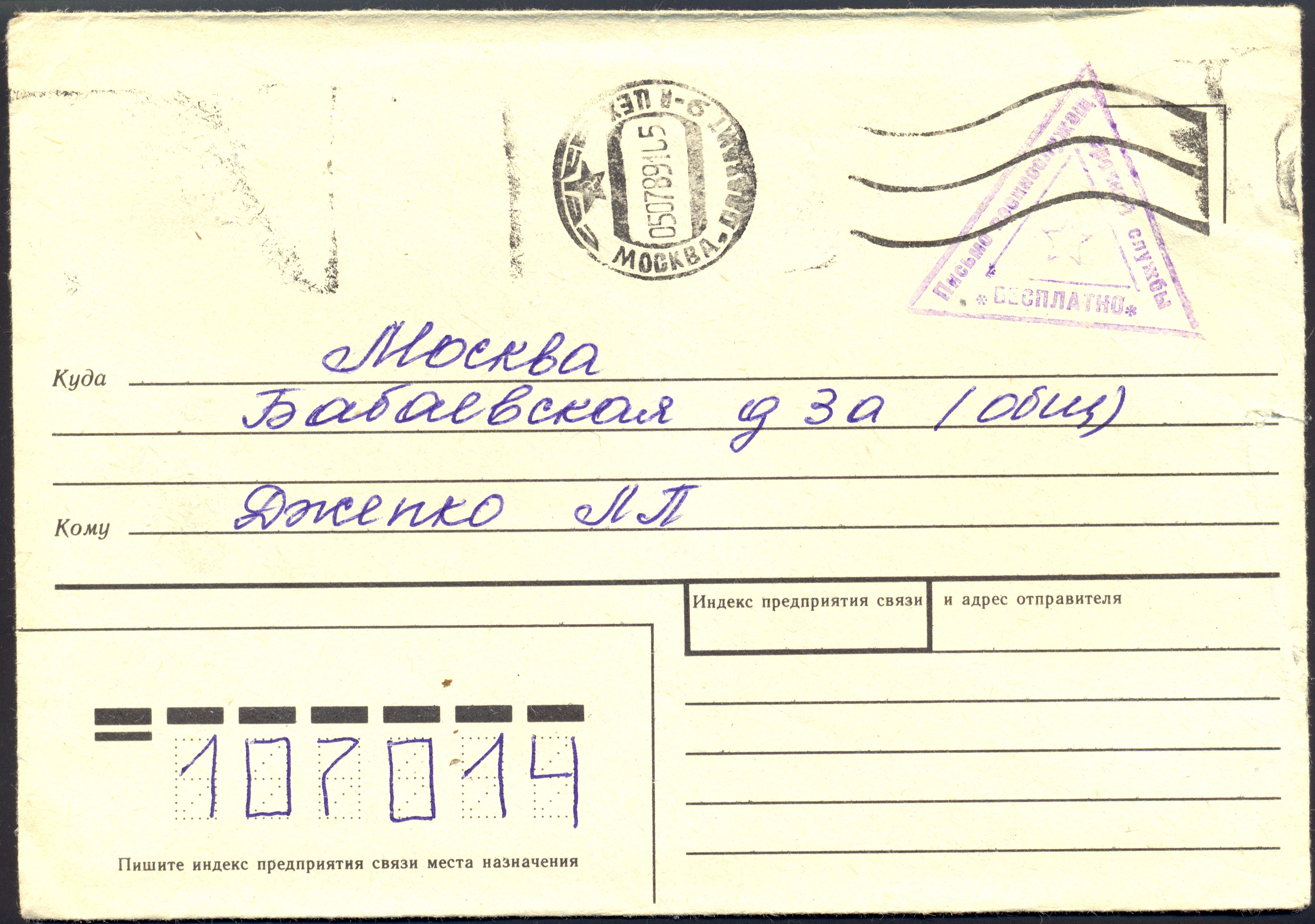
Конверт без марки с треугольным штампом полевой почты «БЕСПЛАТНО. Письмо военнослужащ. срочной службы» (СССР, 1989)
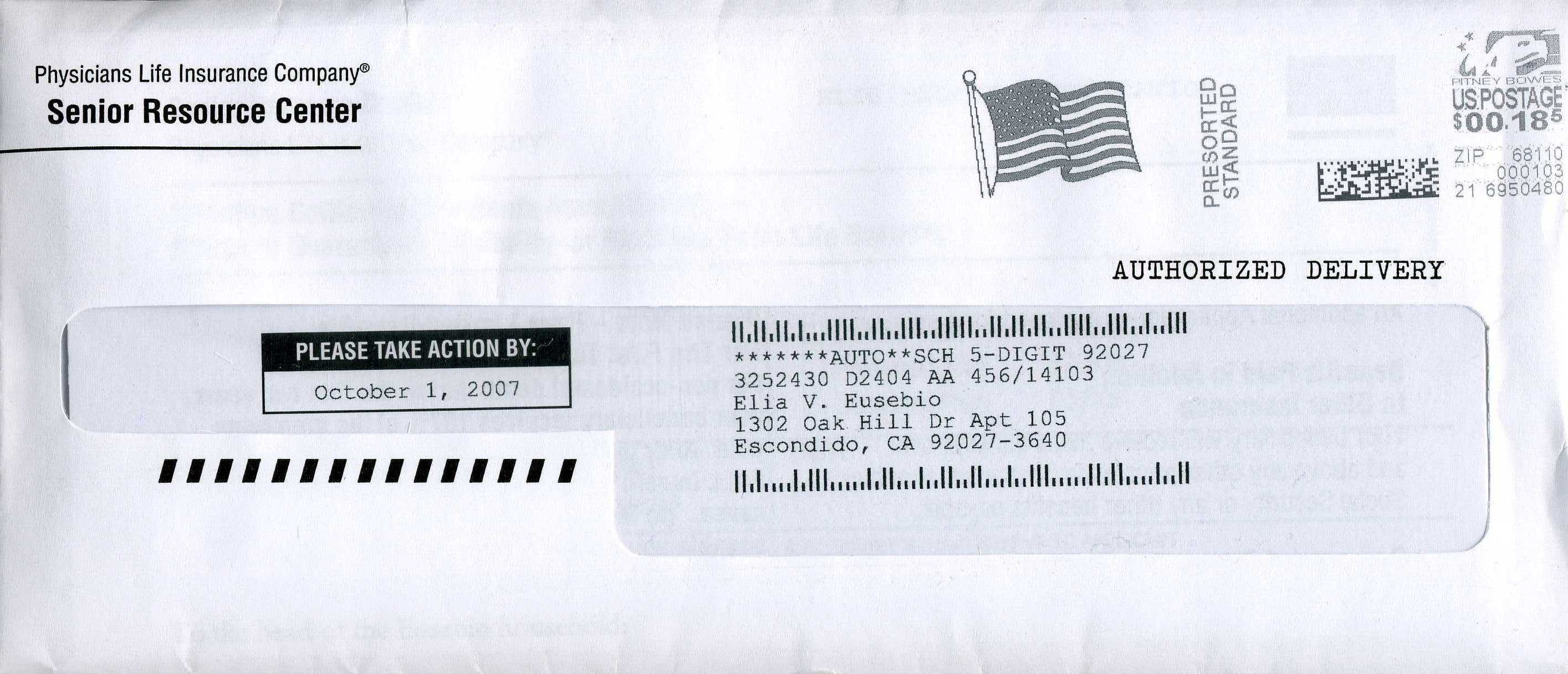
Конверт со штампом франкировальной машины системы Pitney Bowes (США, 2007)

## Коллекционирование
В отличие от цельных вещей, которые коллекционируются как прошедшие почту, так и не прошедшие, целые вещи становятся объектом коллекционирования после прохождения ими почты. Исключением являются конверты первого дня, картмаксимумы и целые вещи со спецгашением, которые коллекционируются и без прохождения почты.
В целых вещах филателиста интересуют не только наклеенные марки, но и почтовые штемпеля, отметки почты и почтовые наклейки и ярлыки, а также иллюстративные изображения, напечатанные на цельной вещи.